# Quintus Servilius Priscus
Quintus Servilius Priscus war ein Mitglied des römischen Patriziergeschlechts der Servilier und amtierte während der frühen Republik in den Jahren 468 und 466 v. Chr. als Konsul.

## Leben
Über Quintus Servilius Priscus berichten insbesondere die beiden antiken Geschichtsschreiber Titus Livius und Dionysios von Halikarnassos. Während Livius nur das Pränomen und Nomen des Servilius anführt, jedoch keinen Beinamen, ist Servilius’ Cognomen Priscus bei Dionysios und mehreren spätantiken Konsulnlisten bezeugt. Ein weiteres Servilius beigelegtes Cognomen, Structus, wird einzig vom griechisch-sizilischen Historiker Diodor erwähnt.
Über den frühen cursus honorum des Servilius ist nichts überliefert. Zum ersten Mal wurde er 468 v. Chr. Konsul, wobei er Titus Quinctius Capitolinus Barbatus zum Amtsgenossen hatte. Während seiner Amtszeit soll er Krieg gegen die Sabiner geführt haben. Zwei Jahre später, 466 v. Chr., erhielt er erneut das höchste Staatsamt übertragen; diesmal war sein Mitkonsul Spurius Postumius Albus Regillensis. In seinem zweiten Konsulat wird ihm von der römischen Annalistik die Leitung der militärischen Operationen gegen die Aequer zugeschrieben.
465 v. Chr. vertrat Servilius laut Livius die beiden damaligen, in den Krieg gegen die Aequer ziehenden Konsuln Quintus Fabius Vibulanus und Titus Quinctius Capitolinus Barbatus in Rom, war also praefectus urbi. Sehr zweifelhaft ist Livius’ Angabe, dass Servilius 459 v. Chr. zusammen mit Aulus Cornelius Quästor gewesen sei.